# Al-Mu'tadid
Al-Mutadid billah, född 854 eller 861, död 5 april 902, var en abbasidisk kalif, regent 892-902. Al-Mutadid var son till Al-Muwaffaq. Han var genom Shaghab far till Al-Muqtadir.  

## Biografi

### Tidigare liv
Al-Mu'tadid föddes som Ahmad, son till Talha (Al-Muwaffaq), en av sönerna till den abbasidiska kalifen al-Mutawakkil och en grekisk slav vid namn Dirar. Det exakta datumet för hans födelse är okänt. Eftersom han på olika sätt registreras som trettioåtta eller trettioen år gammal vid tiden för sin tillträde, föddes han runt antingen 854 eller 861. År 861 mördades al-Mutawakkil av sina turkiska vakter i samarbete med sin äldsta son al-Muntasir. Detta startade en period av intern oro, känd som "Anarkin i Samarra" från platsen för kalifatets huvudstad, som slutade 870 när Al-Mutadids farbror, al-Mu'tamid, besteg tronen. Den verkliga makten hade dock kommit att ligga hos ghilmān, turkiska elitens slavsoldater, och hos al-Mutadids egen far, al-Muwaffaq. Som kalifatets främsta militära befälhavare fungerade al-Muwaffaq som den främsta mellanhanden mellan kalifatregeringen och turkarna. 
När Talha antog det hedersvärda namnet al-Muwaffaq i stil med kaliferna blev han snart den effektiva härskaren över kalifatet. Hans position konsoliderades 882 efter ett misslyckat försök av al-Mu'tamid att fly till Egypten, vilket ledde till att han sattes i husarrest.
Under "Anarkin i Samarra" kollapsade kalifalmyndigheten i provinserna, vilket resulterade i att centralregeringen på 870-talet hade förlorat effektiv kontroll över större delen av kalifatet utanför storstadsregionen Irak. I väster hade den turkiske slavsoldaten Ahmad ibn Tulun tagit kontroll över Egypten, och han bestred också kontrollen över Syrien med al-Muwaffaq. Samtidigt hade saffariderna, en persianatdynasti som ersatte abbasidernas lojala kunder, tahiriderna, tagit över Khorasan och större delen av den islamiska östern. Lokala potentater tog över större delen av den arabiska halvön, medan en radikal zaiddiyah-dynasti tog makten i Mazandaran. I Irak var det oroligt. Under zanjupproret gjorde afrikanska slavar som arbetade i plantagerna i Nedre Irak uppror, och längre söderut började karmatierna utgöra ett hot.
Al-Muwaffaqs regentskap var en ständig kamp för att rädda det vacklande kalifatet från kollaps. Trots att hans försök att återta kontrollen över Egypten och Syrien från Ahmad ibn Tulun misslyckades. Han lyckades bevara kärnan av kalifatet i Irak genom att avvärja en Saffarid-invasion som syftade till att erövra Bagdad och genom att kuva Zanj efter en lång kamp. Ahmad ibn Tulun kunde till och med utöka sitt territorium och få erkännande som en ärftlig härskare.

### Regering
Al-Mutadid var son till al-Muwaffaq, som var regent och effektiv härskare under sin bror, kalifen al-Mutamids regeringstid i den abbasidiskakalifatet. Som prins tjänade han under sin far i olika militära expeditioner, inklusive undertryckandet av Zanjupproret, där han spelade en stor roll. 
Efter att al-Muvaffaq dog i juni 891 efterträdde al-Mutadid honom som regent. När al-Mu'tamid dog i oktober 892 efterträdde al-Mu'tadid honom på tronen och snabbt avlägsnade sin kusin och arvtagare al-Mufawwid. Al-Mu'tadids makt, liksom sin fars, berodde på hans nära relationer med armén. Dessa relationer stärktes under kampanjerna mot Zanj och förstärktes i senare expeditioner som kalifen ledde personligen. Al-Mu'tadid var den mest militärt aktiva av alla abbasidiska kalifer och lyckades återställa en del av den makt och provinser som den abbasidkalifatet hade förlorat under de föregående decenniernas turbulens genom sin energi och förmåga. 
Genom en serie expeditioner återställde han provinserna al-Jazira, Thughur och Jibal. Han uppnådde också ett närmande till saffariderna i öster och tuluniderna i väster, vilket säkrade deras erkännande av kalifats suveränitet, även om detta erkännande var i stort sett nominellt. För att upprätthålla armén inriktades ekonomin nästan uteslutande på detta, vilket resulterade i att den centrala skattebyråkratin expanderade och tog makten. Detta bidrog till kalifens bestående rykte om girighet, men det var också på bekostnad av andra ekonomiska framgångar. Al-Mu'tadid var känd för sin grymhet när han straffade brottslingar. Efterföljande krönikörer registrerade hans omfattande och geniala användning av tortyr. Under hans regeringstid flyttades huvudstaden tillbaka till Bagdad, där han ägnade sig åt stora byggaktiviteter. Han var en fast anhängare av den sunnitiska traditionalistiska ortodoxin, men han upprätthöll ändå goda relationer med Alids. Han var också intresserad av naturvetenskap och förnyade kalifalsponsringen av forskare och vetenskapsmän. 
Trots sina framgångar var al-Mu'tadids kort regeringstid för att kunna åstadkomma en varaktig vändning av kalifatets förmögenheter. Den väckelse som han stod i spetsen för var alltför beroende av närvaron av dugliga personligheter vid rodret i staten. 
Under kalif al-Muktafis, son till Al-Mutadid, korta regeringstid uppnåddes fortfarande några stora vinster, särskilt annekteringen av tulunider, men hans senare efterträdare saknade hans energi och nya fiender dök upp i form av karmatier. Dessutom skulle fraktionalism inom byråkratin, som hade blivit uppenbar under senare år av al-Mu'tadids regering, försvaga abbasidkalifatet i årtionden framöver och slutligen leda till att kalifatet underkastades av en serie militära starka män, som kulminerade i erövringen av Bagdad av Buyids år 946.